# ドイツ中産階級帝国党
ドイツ中産階級帝国党（ドイツ語: Reichspartei des deutschen Mittelstandes）は、ヴァイマル共和政期のドイツの保守政党。1920年から1925年まではドイツ中産階級経済党（ドイツ語: Wirtschaftspartei des deutschen Mittelstandes）と名乗った。略称はWirtschaftsparteiもしくはWP。

## 党史
ヴァイマル共和政下の保守政党ドイツ国家人民党(DNVP)では吸収できない中産階級の利益を代弁する保守政党として1920年にドイツ中産階級経済党が創設された。同党は政府の経済への介入を削減して中産階級の自由な事業と減税を求めた。また中産階級に対する攻撃と思われる平価切り上げに反対した。この党は当初経済的な問題しか語らず、国家の根本に関することは論じなかったので重要な政党とはならなかった。
最初に選挙で当選者を出したのは1921年のプロイセン州議会選挙だった。国会には1924年5月の総選挙で初めて進出した。この時に国家の根本に関する問題への態度表明を迫られ、国家人民党と似た保守的な立場を取った。特にヴェルサイユ条約の撤廃を強く主張した。経済は中産階級に有利な急進的な改革を主張した。
1925年にドイツ中産階級帝国党と改称。1928年の選挙では国家人民党から支持層を奪取して躍進。23議席を獲得した。1930年には中産階級帝国党のヨハン・ヴィクトル・ブレートがハインリヒ・ブリューニング内閣に法務大臣として入閣している。
しかし1932年7月の総選挙では支持層のほとんどを国家社会主義ドイツ労働者党(ナチ党)に奪取されたため、2議席しか取れないという惨敗を喫した。1933年1月30日に国家社会主義ドイツ労働者党が政権を掌握し、1933年2月1日に国会が解散されて選挙戦に突入したが、中産階級帝国党は予定候補者名簿を破棄し、ナチ党と国家人民党に分割して解散した。

## 党代表(Parteivorsitzende)
- 1920年–1931年 ヘルマン・ドレウィッツ（ドイツ語版）
- 1931年8月–1932年1月 ヨハン・ヴィクトル・ブレート（ドイツ語版）
- 1932年–1933年 ヘルマン・ドレウィッツ

## 国会(Reichstag)選挙結果
| 選挙日             | 得票        | 得票率 | 議席数(総議席数) | 順位   |
| 1924年5月4日       | 500,820票   | 1.7%   | 7議席(472議席)   | 第10党 |
| 1924年12月7日      | 692,963票   | 2.3%   | 11議席(493議席)  | 第9党  |
| 1928年5月20日      | 1,397,129票 | 4.5%   | 23議席(491議席)  | 第7党  |
| 1930年9月14日      | 1,361,762票 | 3.9%   | 23議席(577議席)  | 第7党  |
| 1932年7月31日      | 146,876票   | 0.4%   | 2議席(608議席)   | 第10党 |
| 1932年11月6日      | 110,309票   | 0.3%   | 1議席(584議席)   | 第12党 |
| 出典：Gonschior.de |             |        |                  |        |